# Karl Gustav Clodt von Jürgensburg

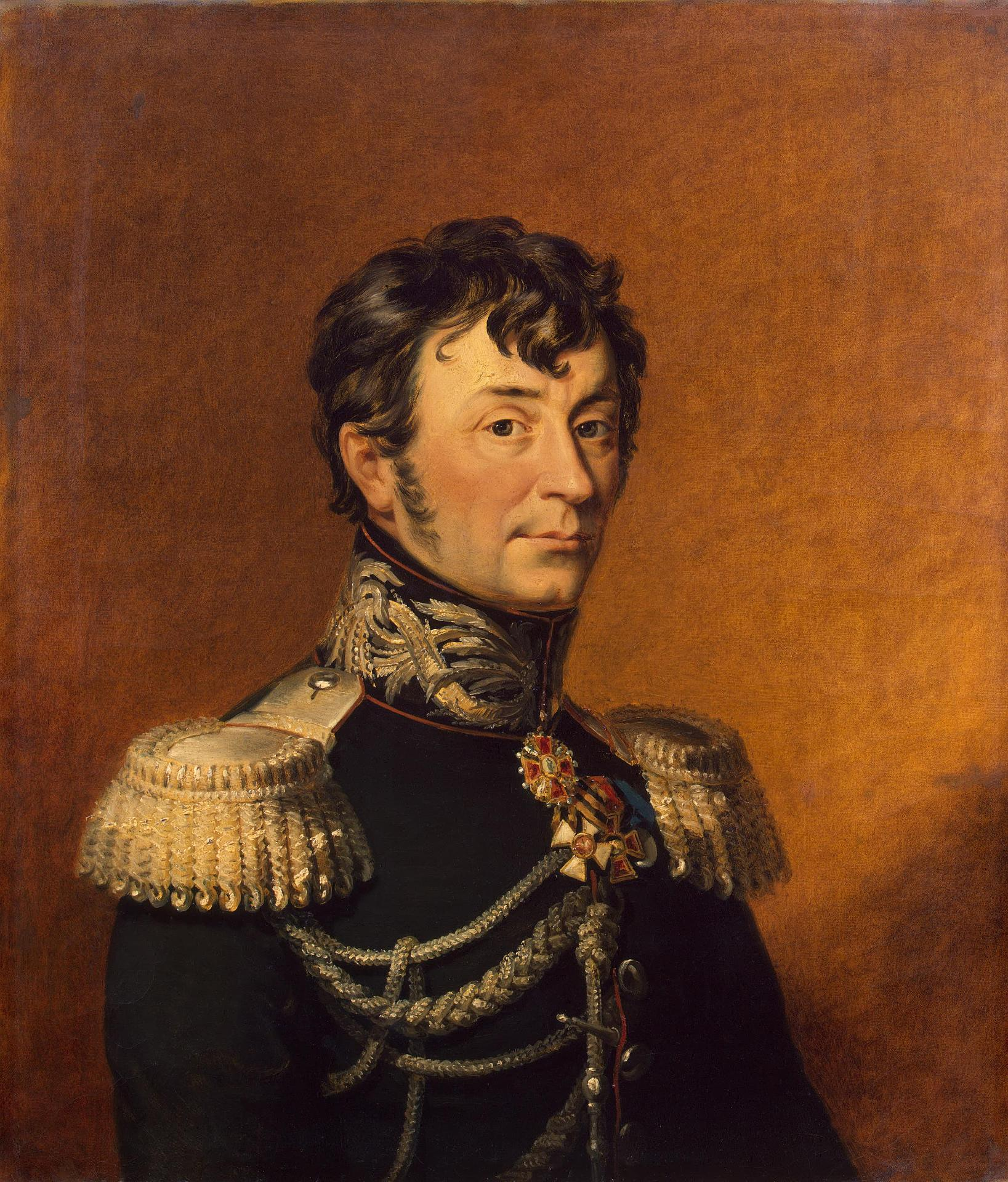

Karl Gustav Clodt von Jürgensburg (* 25. Juli 1765 nahe Reval; † 22. Juli 1822 in Omsk) war ein russischer Generalmajor deutsch-baltischer Abstammung aus dem Adelsgeschlecht Clodt von Jürgensburg.

## Leben
Seine Eltern waren Adolf Fredrik Clodt von Jürgensburg (1738–1806) und dessen erste Ehefrau Gertruda Sofia von Schwengelm (* 15. August 1742; † 3. Juli 1773).
1781 begann er seinen Dienst als Sergeant im Bombardier-Regiment der Kaiserlich Russischen Armee. 1806 wurde er Oberst. Er nahm von 1806 bis 1810 an den Feldzügen an der Donau teil, ebenso wie am Vaterländischen Krieg gegen Napoleon. 1812 wurde er zum Generalmajor befördert und war 1813 Kommandant von Bremen. Er galt als begabter Zeichner und Silhouettenschneider.
Er hatte drei Söhne:
- Woldemar Jakob Johann Clodt von Jürgensburg (1803–1887)
- Peter Jakob Clodt von Jürgensburg (1805–1867),  Professor der Akademie der Künste in St. Petersburg
- Konstantin Clodt von Jürgensburg (1807–1879), russischer Generalmajor

Der Maler Gustav Johann Heinrich Clodt von Jürgensburg (1776–1839) war sein Bruder.

## Auszeichnungen
- Orden der Heiligen Anna, 2. Klasse
- Orden des Heiligen Wladimir, 4. Klasse
- Orden des Heiligen Georg, 4. Klasse